# 内藤健
内藤 健（ないとう けん、1932年5月11日 - 2004年4月10日）は、日本の政治家。参議院議員（1期、自由民主党）。

## 来歴
徳島県出身。1951年徳島県立穴吹高等学校卒。同年徳島県庁に勤める。徳島県議会議員を2期務めた後。1980年の第12回参議院議員通常選挙に徳島県選挙区から立候補して当選、1期務めた。1984年第2次中曽根内閣第1次改造内閣で科学技術政務次官に就任。1986年に引退。2002年、勲三等旭日中綬章受章。2004年4月10日死去、71歳。死没日をもって正五位に叙される。